# Congolanthus longidens
Congolanthus longidens är en gentianaväxtart som först beskrevs av Nicholas Edward Brown, och fick sitt nu gällande namn av A. Raynal. Congolanthus longidens ingår i släktet Congolanthus och familjen gentianaväxter. Inga underarter finns listade i Catalogue of Life.